# Алън Пакула
А̀лан Джей Паку̀ла (на английски: Alan J. Pakula) е известен американски кинорежисьор, продуцент и драматург. 

## Биография
Алан Пакула е роден на 7 април 1928 година в Ню Йорк. Родителите му са еврейски емигранти от Полша. Записва да учи в Йейлски университет, след завършването на който смятал да поеме семейния бизнес, но започва работа в света на киното. Започва славната си кариера в студията „Уорнър Брос“, като асистент и продуцент на анимационни филми.
На 35-годишна възраст се жени за известната актриса Хоуп Ланге, с която живеят в продължение на 8 години. Втория му брак е с Хана Кан Бърстийн, който продължава до трагичната и нелепа смърт на Пакула, през 1998 година.

## Творчество
Работата му за кинокомпанията „Уорнър Брос“, а по-късно и в „Парамаунт Пикчърс“, му помага да усвои в дълбочина тайните на киноизкуството.
Дебюта му като продуцент се състои през 1957 г. с филма „Страхът нанася удар“. В течение на 8 години Пакула си сътрудничи с режисьора Робърт Мълиган, като връх в тяхното съвместно творчество е филмът „Да убиеш присмехулник“, който печели 3 награди „Оскар“ и 3 „Златен глобус“.
На 18 ноември 1998 г., по време на движение, в неговото „Волво“ връхлита тръба, излетяла от чужда кола. Смъртта за 70-годишната кинолегенда е мигновена.

## Избрана филмография

### Режисьор игрални филми
| година | филм                         | оригинално заглавие     | бележки |
| ------ | ---------------------------- | ----------------------- | ------- |
| 1976   | Цялото президентско войнство | All the President's Men |         |